# Gare de Schweighouse-sur-Moder
La gare de Schweighouse-sur-Moder est une gare ferroviaire française de la ligne de Haguenau à Hargarten - Falck, située sur le territoire de la commune de Schweighouse-sur-Moder, dans la collectivité européenne d'Alsace, en région Grand Est.
Elle a le statut de halte et est dénommée Schweighausen lorsqu'elle est mise en service en 1864 par la Compagnie des chemins de fer de l'Est. Au XXIe siècle, c'est une halte voyageurs de la Société nationale des chemins de fer français (SNCF), desservie par des trains express régionaux.

## Situation ferroviaire
Établie à 152 mètres d'altitude, la gare de bifurcation de Schweighouse-sur-Moder est située au point kilométrique (PK) 3,767 de la ligne de Haguenau à Hargarten - Falck, entre les gares de Haguenau et de Mertzwiller.
Elle est également l'aboutissement, au PK 33,471, de la ligne de Steinbourg à Schweighouse-sur-Moder (partiellement déclassée).

## Histoire

### Halte de SchweighausenCiede l'Est
La « halte de Schweighausen » est mise en service par la Compagnie des chemins de fer de l'Est, le 19 décembre 1864, lorsqu'elle ouvre à l'exploitation sa ligne de Niederbronn à Haguenau. Deux ans plus tard, en 1866, « Schweighausen (halte) », figure dans le guide du voyageur en France publié par Hachette, premier arrêt de l'embranchement de Niederbronn, elle est établie à 6 km de Haguenau au confluent de la Moder et de la Zinzel. En 1875, la halte de Schweighausen est desservie par quatre trains dans chaque sens sur la relation Haguenau - Forbach.
En 1871, la gare entre dans le réseau de la Direction générale impériale des chemins de fer d'Alsace-Lorraine (EL) à la suite de la défaite française lors de la guerre franco-allemande de 1870 (et le traité de Francfort qui s'ensuivit).

### Halte de Schweighouse-sur-Moder SNCF

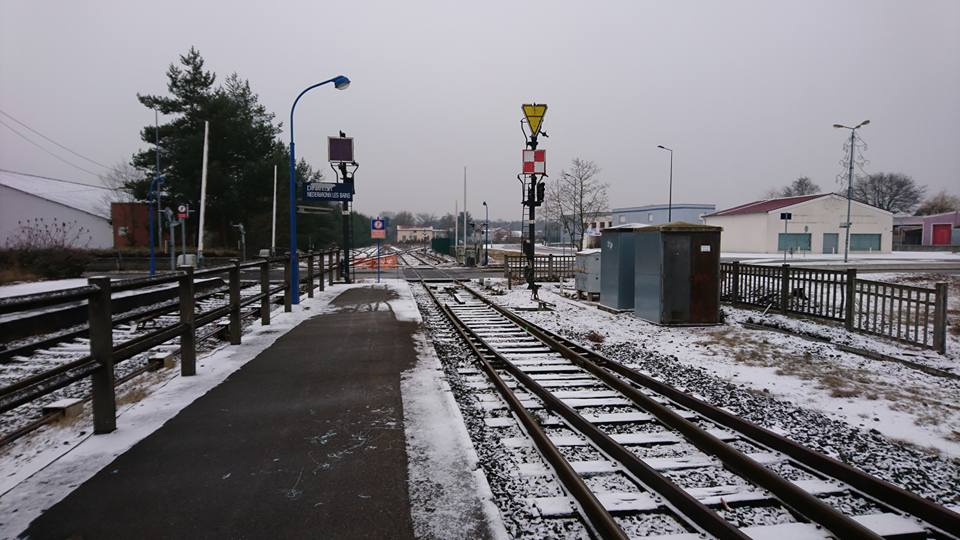
Signalisation mécanique de la gare avant les travaux.

Entre mars et septembre 2017, la gare ainsi que la ligne entière Haguenau - Niederbronn est fermée pour travaux de rénovation. La gare rouvrira le 1er septembre avec l’entièreté de la ligne. Les quais ont été complètement rénovés, un passage sur voie a été aménagé pour passer des deux quais jusqu'au bâtiment voyageur, ainsi qu'au parking, car aucun passage souterrain ni aérien n'a été aménagé, par manque de place. Pour la traversée des voies, des feux rouges ont été disposés de façon similaire à une traversée de voies de tramway. Tous les trains passant ici s'arrêtent en gare (sauf les trains de fret), le risque d'accident est donc réduit. Le bâtiment voyageur, lui, n'a pas été rénové, ni le parking devant la gare. À la suite de ces nombreux travaux, le nombre de trains passant en gare augmentera, permettant une meilleure desserte de la halte.
Le parking de la gare est réaménagé au printemps 2019.
En 2022, la SNCF estime le trafic de la gare à 30 509 voyageurs, contre 22 244 en 2021.

## Fréquentation
De 2015 à 2024, selon les estimations de la SNCF, la fréquentation annuelle de la gare s'élève aux nombres indiqués dans le tableau ci-dessous.
| Année     | 2015   | 2016   | 2017   | 2018   | 2019   | 2020   | 2021   | 2022   | 2023   | 2024   |
| --------- | ------ | ------ | ------ | ------ | ------ | ------ | ------ | ------ | ------ | ------ |
| Voyageurs | 18 739 | 17 854 | 16 061 | 21 221 | 24 974 | 15 991 | 22 244 | 30 509 | 37 979 | 50 887 |

## Service des voyageurs

### Accueil
Halte SNCF, c'est un point d'arrêt non géré (PANG) à entrée libre gare. Elle est équipée d'un automate pour l'achat d'un titre de transport.

### Desserte
Schweighouse-sur-Moder est desservie par les trains du réseau TER Grand Est (relation de Strasbourg-Ville à Niederbronn-les-Bains).

Installations de la gare rénovée en 2017
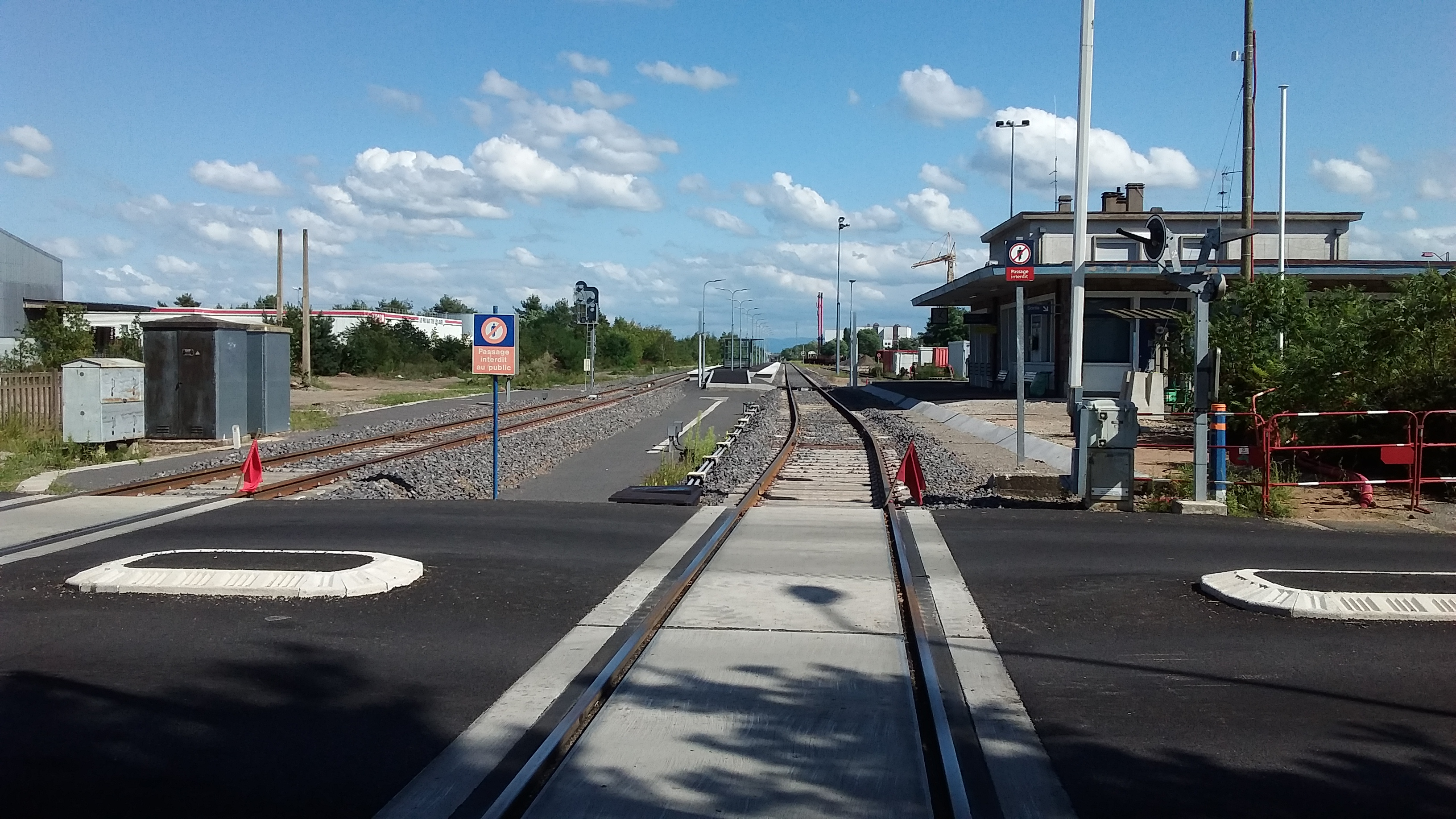
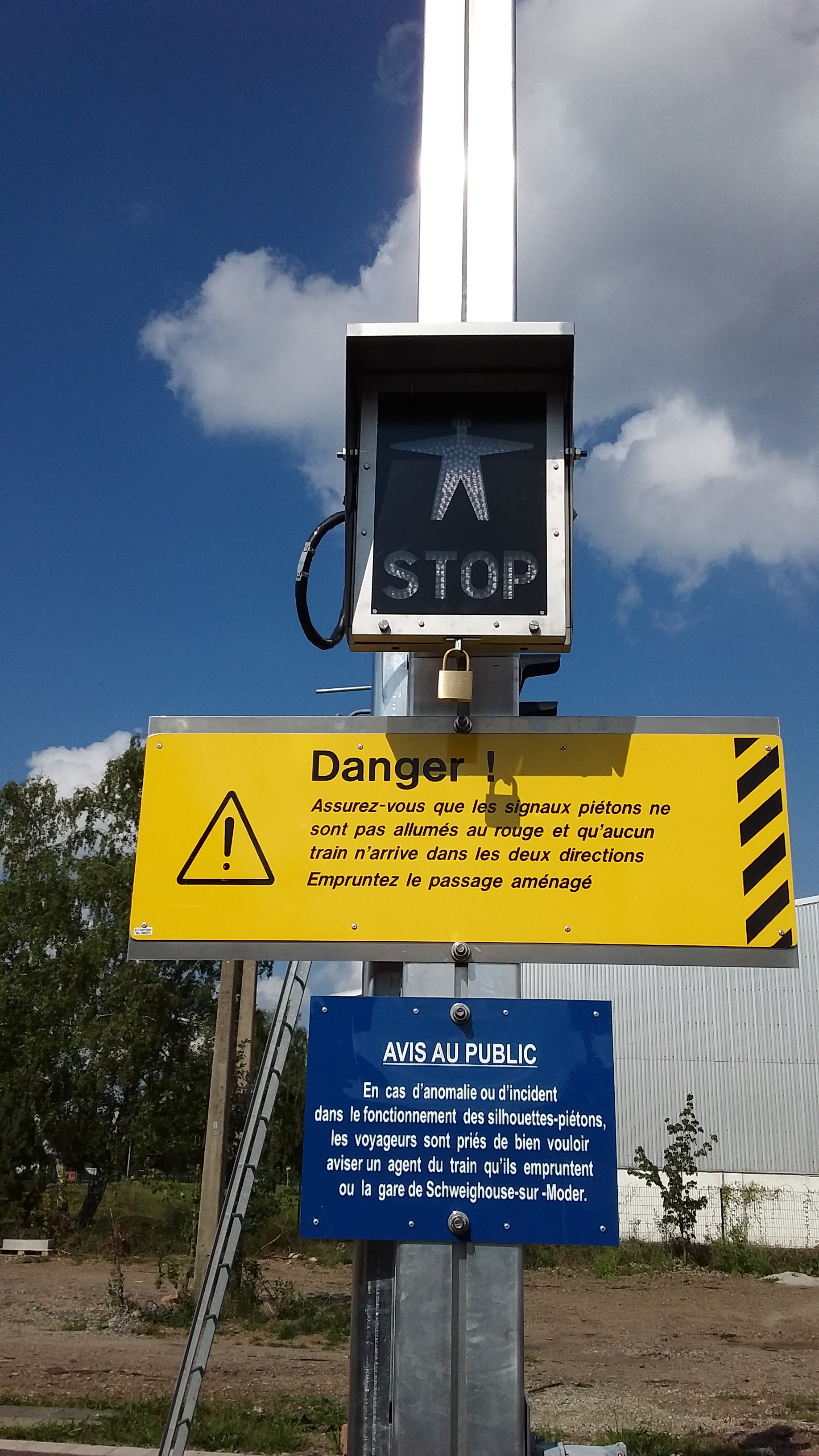
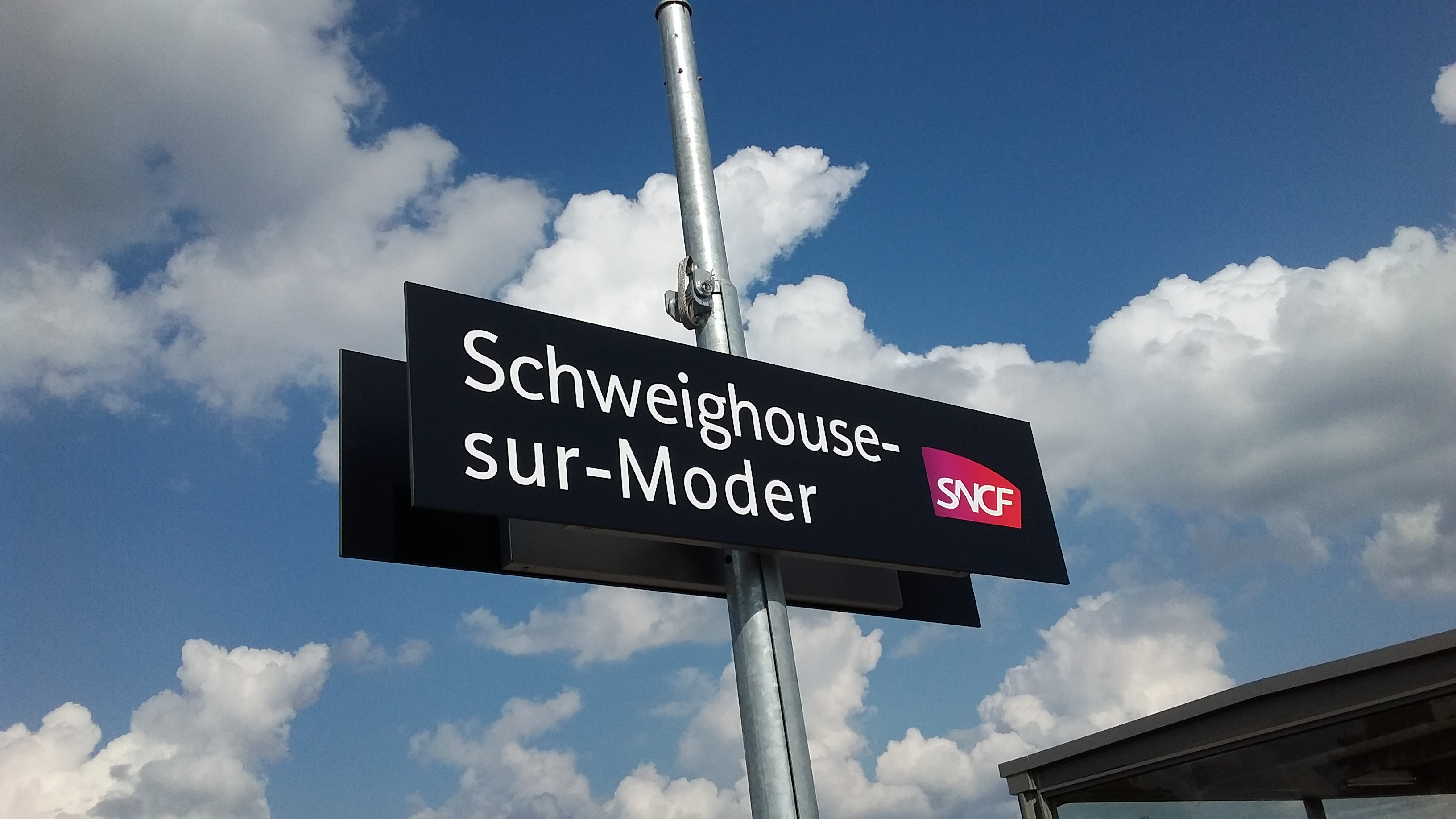

### Intermodalité
Un parc pour les vélos et un parking pour les véhicules y sont aménagés.
Elle est desservie par les autocars TER Grand Est (relation de Haguenau à Bitche) et elle est également desservie par des bus du réseau des transports urbains de Haguenau (Ritmo).

## Service des marchandises
Cette gare est ouverte au service des marchandises (train massif seulement).
Le document de référence du réseau ferré national (DRR) de 2019 indique que la cour marchandises de Schweighouse-sur-Moder est « immédiatement accessible ».